# ويليام رودس (مدير فني)
ويليام رودس (بالإنجليزية: William Rhodes)‏ هو مدير فني أمريكي، ولد في 5 يوليو 1869 في كليفلاند في الولايات المتحدة، وتوفي في 5 فبراير 1914.